# Коста-Нороэсте-де-Кадис
Коста-Нороэсте-де-Кадис (исп. Costa Noroeste de Cádiz)  — район (комарка) в Испании, входит в провинцию Кадис в составе автономного сообщества Андалусия.

## Муниципалитеты
| Муниципалитет         | Население | Площадь, км² | Плотность населения чел./км² |
| --------------------- | --------- | ------------ | ---------------------------- |
| Чипиона               | 17.952    | 33           | 544                          |
| Рота (Кадис)          | 27.270    | 84           | 324,64                       |
| Санлукар-де-Баррамеда | 63.509    | 174          | 364,99                       |
| Требухена             | 6.911     | 69           | 100,16                       |